# Iglesia de San Martín (Salas de los Barrios)
La iglesia de San Martín es un antiguo templo católico situado en el camino vecinal que une las pedanías de Lombillo de los Barrios y Salas de los Barrios, pertenecientes al municipio de Ponferrada, en la provincia de León. Es un edificio de origen medieval, que conserva restos románicos del siglo XI.
Fue reedificada en 1548, si bien se conservan restos de la primitiva iglesia románica, sobre la que fue construida.
Fue declarada Bien de Interés Cultural, en la categoría de Monumento, el 6 de febrero de 1976 (BOE, 10-2-1976).
Esta iglesia atesoraba, hasta que sufrió un importante expolio en septiembre de 2007, obras de gran calidad, entre las que destacan las pinturas góticas sobre tabla con temática referente a la vida de San Martín, otras 4 pinturas renacentistas que formaban parte del sagrario, dos imágenes de pequeño tamaño que formaban parte del retablo mayor (obra de Nicolás de Brujas) y varios objetos litúrgicos (un incensario, un cáliz o un rosario) de gran valor.

## Historia
La edificación inicial se sitúa, al menos, en el siglo XI, ya que existen documentos de 1052 que atestiguan de su existencia. 
Era en aquella época un priorato del monasterio de Compludo. En el siglo XIV ya aparece adscrito al Episcopado de Astorga, diócesis a la que sigue perteneciendo en la actualidad.
Fue sometida a una amplia reforma en el año 1548, en la que consta que participaron maestros como Alonso Calero, Santiago de Porma o Pedro del Campo. En la reforma, conservó numerosos elementos de la construcción original románica, como son la portada a los pies de doble arco de medio punto con baquetones y orla de billetes y jambas acodilladas. La portada anterior se sitúa debajo de la torre-pórtico en la que se sitúa el campanario, situada en el frente de la iglesia, y a la que se accede por los laterales a través de dos arcos apuntados. La zona superior de la torre abre ventanas de arco de medio punto en las que se sitúan las campanas. La cubierta es un chapitel de pizarra apiramidado rematado con linterna. También pertenece a la construcción románica el ábside románico de la cabecera. Este ábside es semicircular en el exterior, envuelto por un muro recto con canecillos en el alero. La ventana de medio punto con columnas del presbiterio, en mal estado, completa los vestigios más antiguos.
Los demás elementos del edificio pertenecen a las reformas posteriores. Las columnas y pilares interiores soportan arcos de medio punto. Las bóvedas son de varios estilos: estrellada de combados en el crucero, sexpartita en la cabecera de las naves, otras de aristas.
Presenta contrafuertes exteriores en los muros laterales. Uno de estos contrafuertes fue restaurado recientemente, tras derrumbarse con los rigores invernales. 

## Descripción
Se trata de una edificación de planta rectangular, con la torre adosada a la puerta de acceso principal situada en el frente, y el presbiterio adosado en el mismo lateral en el que se dispone el acceso lateral con portón con arco de medio punto.
La zona de culto presenta tres cuerpos, uno central en cuyo frente se sitúa el altar, con retablo en semicírculo detrás, y dos laterales, más pequeños.

## Información adicional
Se utiliza habitualmente como iglesia parroquial católica de los pueblos de Lombillo de los Barrios y Salas de los Barrios por encontrarse un lugar del camino equidistante entre ambos pueblos. Allí se celebra en la mañana de cada domingo una misa dominical y es el lugar habitual de celebración de bodas, bautizos y funerales, a pesar de que en el núcleo de ambos pueblos cuentan con ermita o iglesia.
Hay que tener en cuenta el desnivel existente entre ambos pueblos, e incluso dentro de ambos pueblos, lo que dificulta el acceso a pie de los vecinos a esta iglesia, situada a 700 m sobre el nivel del mar. No obstante, los antiguos caminos de tierra ya dieron paso en los últimos años del siglo pasado a una carretera asfaltada, aunque se mantuvo el aspecto medieval en el entorno de la iglesia con una zona empedrada. Junto a la iglesia se encuentra un pequeño cementerio para los vecinos de ambos pueblos. Se organizan visitas guiadas en época estival, bajo el nombre de Ruta de las 5 Iglesias, que incluyen además a los otras cuatro iglesias existentes en los tres pueblos: ermita de la Encarnación (Lombillo de los Barrios), capilla de la Visitación (Salas de los Barrios) y Cristo de la Vera Cruz y Santa Colomba (Villar de los Barrios).

## Galería de imágenes
Pendiente de añadir.